# Língua hani
A Língua Hani (Hani: Haqniqdoq oU xa˧˩ɲi˧˩; chinês tradicional: 哈尼語, chinês simplificado: 哈尼语, pinyin: 'Hāníyǔ'; em vietnamita:  Tiếng Hà Nhì)é uma língua do ramo Loloishe (Yi) das (Tibeto-Birmanesas) falada pelo povo Hani da China, Vietnã, Laos, Burma.

## Distribuição
Na China, Hani é falado principalmente em áreas ao leste do rio Mekong na província Yunnan central, principalmente em Pu'er City e Honghe Hani, bem como em partes de outras prefeituras circundantes. Hani também é falado nas províncias de Lai Châu  e Lào Cai do noroeste do Vietnã e na Província de Phongsaly do Laos ao longo da fronteira com Yunnan.
Edmondson (2002) relata que os Hani do Vietnã são distribuídos em duas províncias do noroeste do país, onde dois dialetos distintos são encontrados, um no leste do distrito Mường Tè e o outro no oeste. Os Hani do Vietnã afirmam poder se comunicar na língua Hani com os de etnia Hani em diferentes áreas do Vietnã, apesar das significativas barreiras geográficas. Edmondson (2002), relatou que as variedades de fala Hani no Vietnã diferem principalmente no léxico.

## Escrita

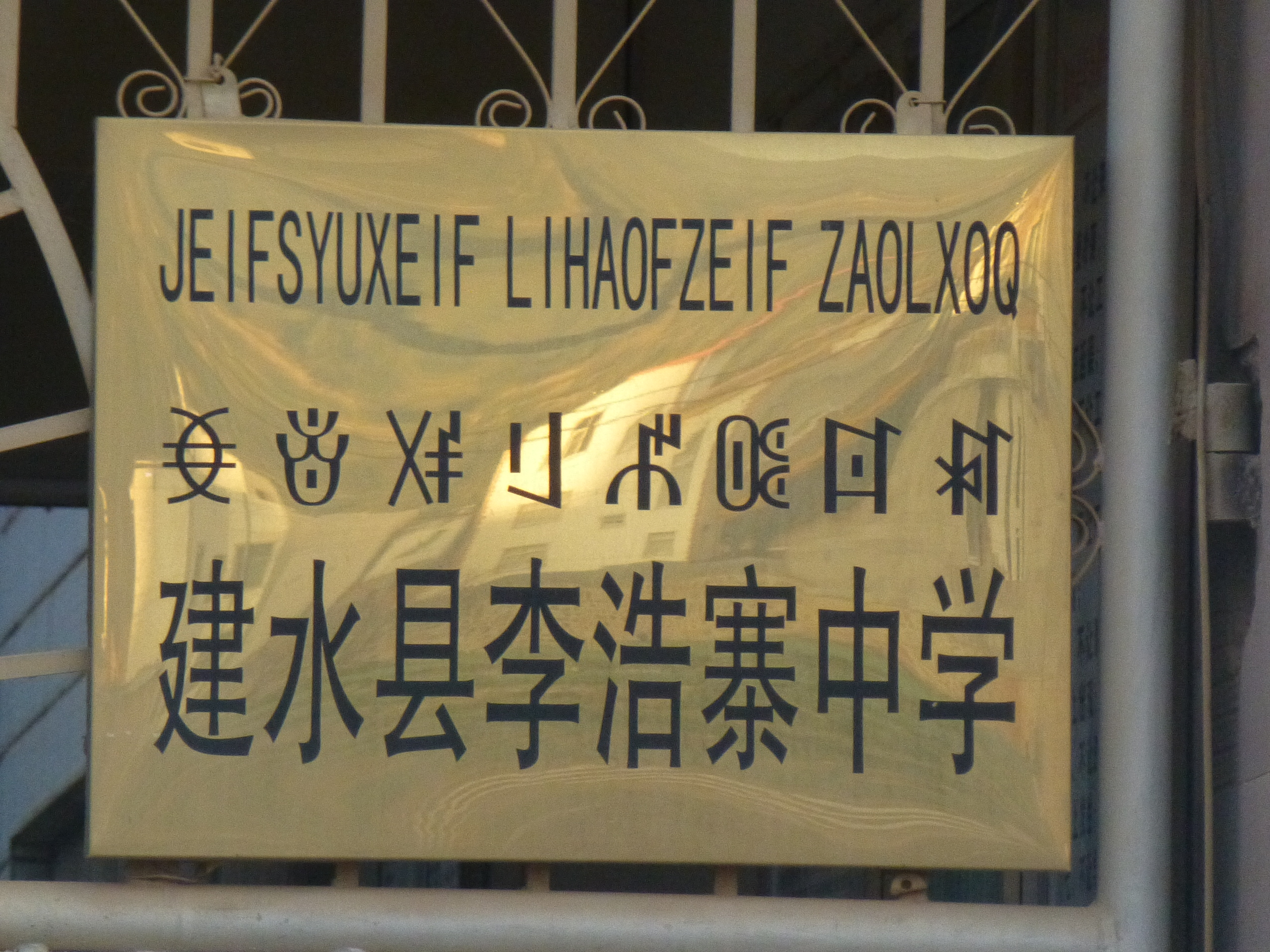
Sinal numa escols de nível médio em Jianshui County, Yunnan, escrito em Hani (alfabético), Yi (silábico) e chinês mandarim. Os chineses, se transcritos em Hanyu Pinyin, seriam "Jianshuixian Lihaozhai zhongxue".

A tradição oral relata sobre uma antiga escrita para Hani, mas diz que se perdeu quando os Hani migraram de Sichuan. Na China, o padrão Hani, que é baseado no dialeto de Lvchun, sendo escrito usando uma romanização desenvolvido pelo governo chinês durante a década de 1950. Tal como acontece com as escritas latinas Zhuang e escrita RPA Hmong, usam-se letras consoante finais para representar os tons.
As consoantes na ortografia de Hani são pronunciadas da mesma forma que em pinyin, com dois dígrafos adicionais para as sonoras fricativas da língua. Os equivalentes  IPA para letras na ortografia Hani são fornecidos abaixo (Zhang, 1998). 

## Fonologia
Hani apresenta três tons e três tipos de vogais curtas.
| Hani | IPA |
| ---- | --- |
| hh   | ɣ   |
| ss   | z   |

As vogais na ortografia de Hani são as seguintes. After vowels, -v is used to mark tense vowels.
| Hani | IPA |
| ---- | --- |
| a    | a   |
| ao   | ɔ   |
| e    | ɤ   |
| ee   | ɯ   |
| ei   | e   |
| i    | i   |
| o    | o   |
| u    | u   |
| yu   | ø   |
| ii   | ɨ   |

There are four tones, which are marked by letters at the ends of words, or not at all for the mid-level [33]. Numerical Chao tones are provided below.
| Hani   | IPA                      |
| ------ | ------------------------ |
| l      | [55] (Alto)              |
| (none) | [33] (Médio)             |
| q      | [31] (Baixo descendente) |
| f      | [24] (Ascendente)        |

### Amostra de texto
| Hani | Português |
| --- | --- |
| Aqsol liq yoqdeivq yoqpyuq bo, meeqyaovq ssolnei colpyuq qiq kov dei. Davqtavcolssaq neenyuq bel neema meeq ya siq, laongaoq meilnaol nadul meil e gaq ssol hhyul hha bavqduv nia. | Todos os seres humanos nascem livres e iguais em dignidade e direitos. Eles são dotados de razão e consciência e devem agir em relação umas às outras com espírito de fraternidade. |